# 50 West 66th Street
50 West 66th Street ist ein in Bau befindlicher Wolkenkratzer in Manhattan in New York City. Der 236,2 m (775 Fuß) hohe Wohnturm ist mit Stand Juni 2024 das höchste Gebäude der Upper West Side und gehört zu den höchsten reinen Wohngebäuden der Stadt.

## Beschreibung

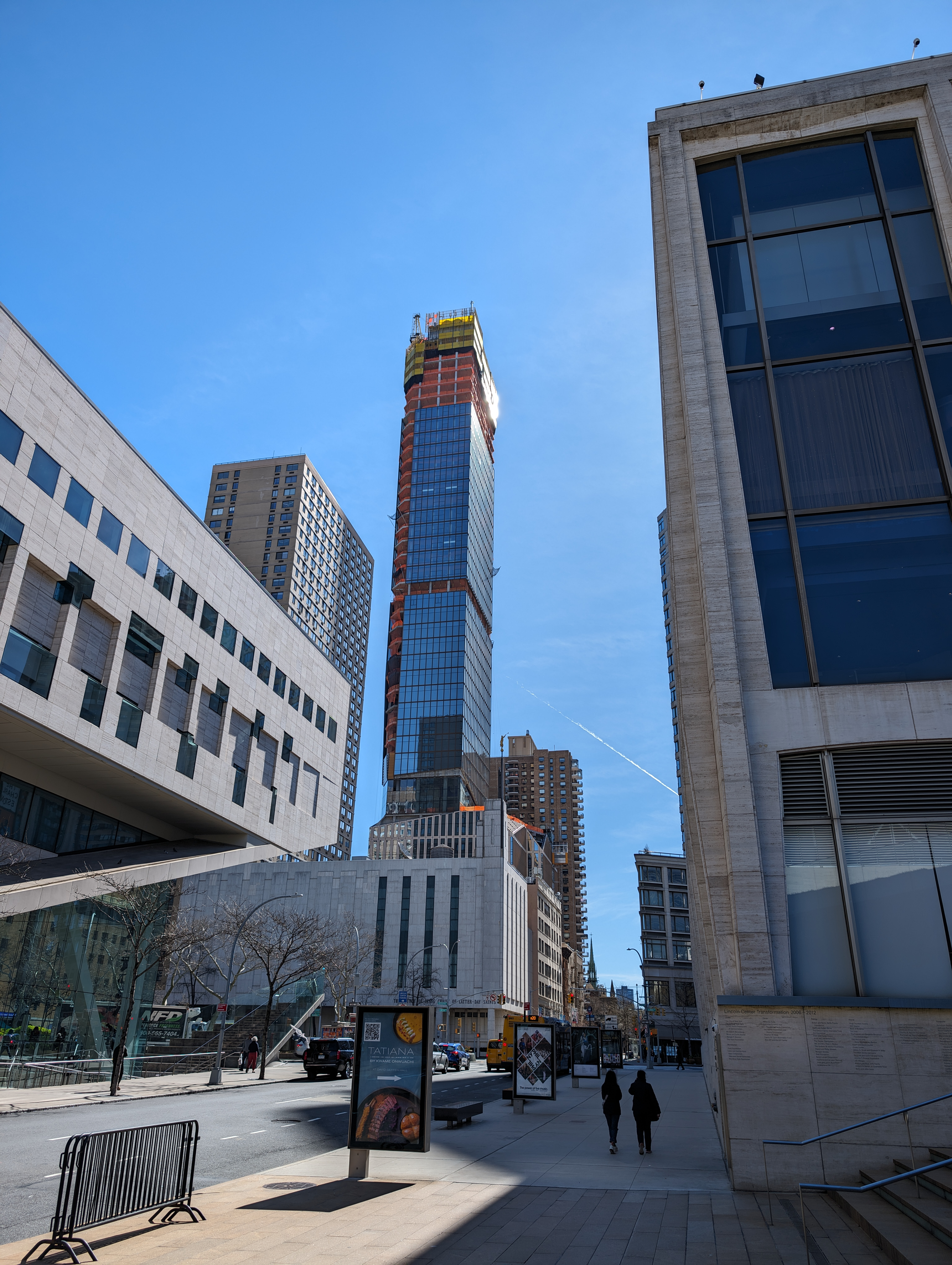
Blick vom Lincoln Center am 30. März 2024

Der Wolkenkratzer befindet sich auf der West Side von Manhattan mittig in einen Block zwischen der West 65th und West 66th Street sowie Central Park West (Eighth Avenue) und Columbus Avenue (Ninth Avenue) im Stadtteil Upper West Side. Das Hochhaus ist nur wenige Meter vom Broadway, dem Kulturzentrum Lincoln Center und dem Central Park entfernt.
50 West 66th Street wurde 2017 vom Architekturbüro Snøhetta entworfen. Ursprünglich mit 25 Stockwerken geplant, konnte das Gebäude durch Erwerb von Luftrechten deutlich auf 69 Etagen erhöht werden, was auf Widerstand der Nachbarschaft stieß, der aber letztendlich erfolglos blieb. 2018 erfolgte der Baubeginn und Ende Februar 2024 fand das Richtfest mit dem ausführenden Bauunternehmen Lendlease sowie dem Bauherren Extell Development Company statt. Im Mai 2024 erreichte der Wolkenkratzer seine endgültige Höhe, die Fertigstellung ist für 2025 vorgesehen. Der Sockel unterhalb der 16. Etage besitzt mehrere Rücksprünge und ist mit Kalkstein und mit Bronze-Elementen gerahmte Fenster verkleidet, der Turm darüber hat eine Glasfassade mit bronzenen abgefasten Gebäudeecken und Balkone, die wie ein Reißverschluss wirken. Das Wohngebäude beherbergt 127 luxuriöse Eigentumswohnungen.
Aufgrund seiner Lage bietet 50 West 66th Street einen weiten Rundblick über die Upper West Side, den Hudson River und den Central Park bis hin zur Billionaires’ Row in Midtown Manhattan. Für seine Bewohner werden unter anderem ein Innen- und Außenpool, ein Basketball- und Squashplatz, eine Bowlingbahn, eine Wohnlounge in der 20. Etage, ein Spa und eine weitläufige begrünte Terrasse auf der 16. Etage zur Verfügung stehen.